# پرلوو
پرلوو (به چکی: Prlov) یک منطقهٔ مسکونی در جمهوری چک است که در ناحیه وستین واقع شده‌است. پرلوو ۷٫۱۴ کیلومتر مربع مساحت و ۵۲۲ نفر جمعیت دارد و ۴۱۴ متر بالاتر از سطح دریا واقع شده‌است.

## نگارخانه

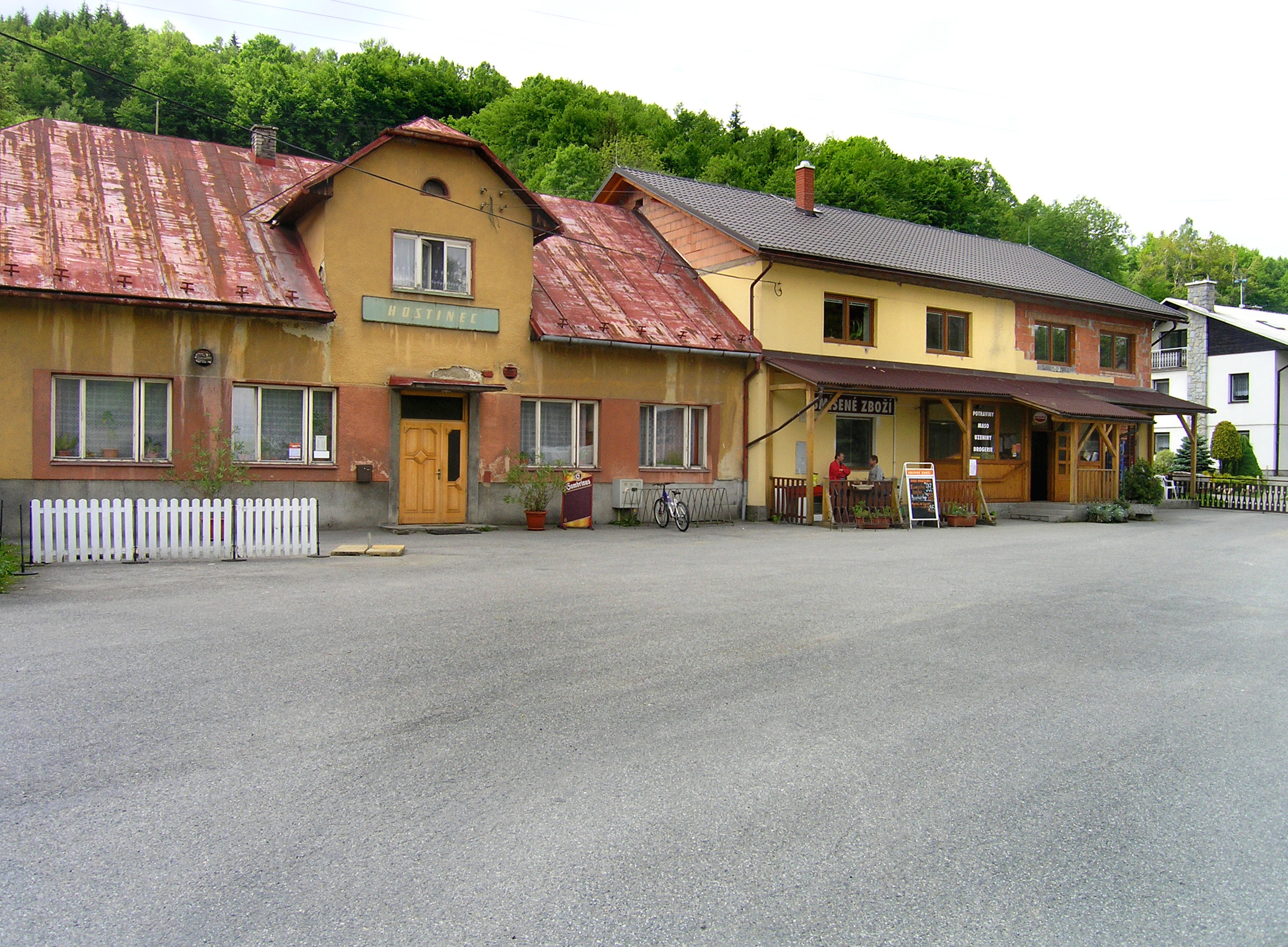
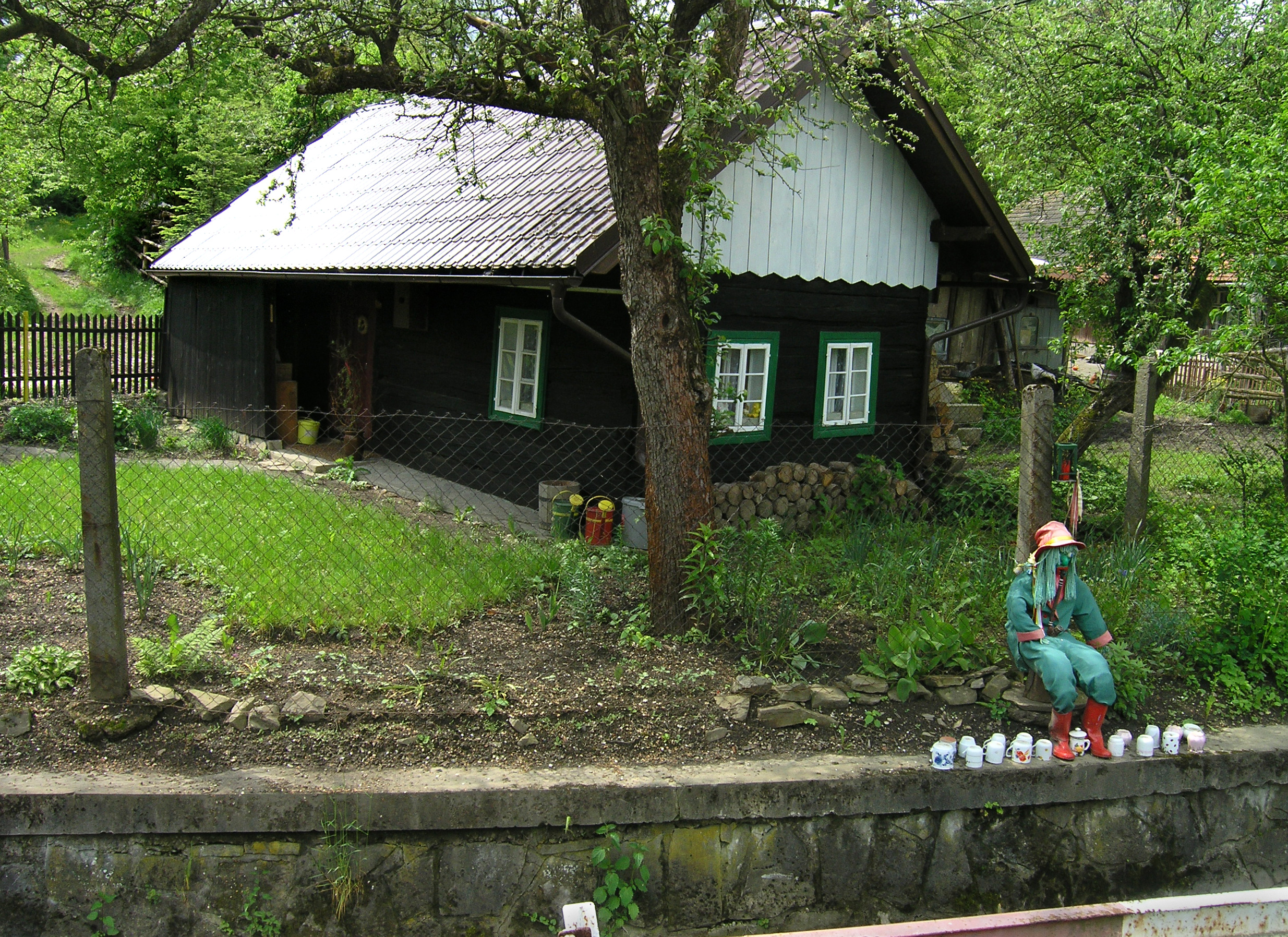
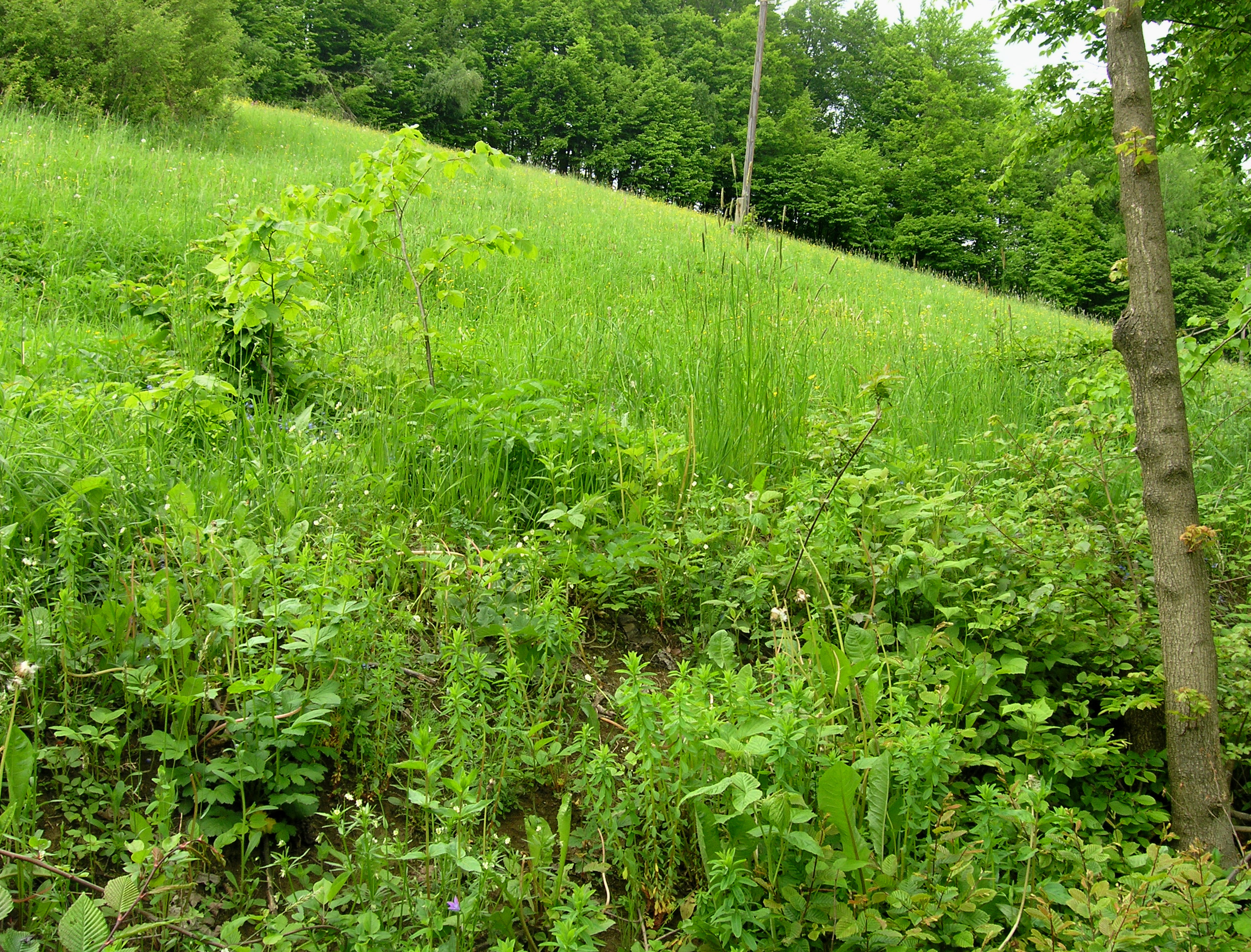